# Febbre (Clara)
Febbre è un singolo della cantautrice italiana Clara, pubblicato il 12 febbraio 2025.
Il brano è stato presentato in gara durante la 75ª edizione del Festival di Sanremo, dove si è classificato al ventisettesimo posto al termine della manifestazione.

## Antefatti e descrizione
Il brano, scritto dalla stessa cantautrice con Francesca Calearo, in arte Madame, e Jacopo Angelo Ettorre, in arte Jacopo Èt, è prodotto da Dario Faini, in arte Dardust. Esso, avendo segnato la seconda partecipazione consecutiva dell'artista al Festival di Sanremo, è stato descritto in una breve intervista in conferenza stampa:

## Promozione
Dopo la conferma della cantautrice tra i big in gara al Festival di Sanremo 2025, annunciata da Carlo Conti al TG1 il 1º dicembre 2024, il titolo del brano è stato rivelato il 18 dicembre nel corso della finale della diciottesima edizione del concorso canoro Sanremo Giovani. Dall'11 al 15 febbraio 2025, durante la settimana del festival, è stata aperta sul Corso Augusto Mombello 54 a Sanremo la Farmacia dell'amore, uno spazio per discutere di salute mentale e benessere emotivo, ispirata al brano con cui l'artista ha partecipato di nuovo al festival.

## Video musicale
Il video musicale, diretto da Fabrizio Conte e girato al Palasesto di Sesto San Giovanni, è stato pubblicato in concomitanza all'uscita del brano attraverso il canale YouTube della cantautrice.

## Tracce
Testi di Clara Soccini, Francesca Calearo e Jacopo Angelo Ettorre, musiche di Dario Faini e Federica Abbate.
Download digitale, streaming
1. Febbre – 3:12

7"
- Lato A

1. Febbre

- Lato B

1. Diamanti grezzi

## Formazione
- Clara Soccini – voce
- Dario "Dardust" Faini – programmazione, produzione

## Classifiche
| Classifica (2025) | Posizione massima |
| ----------------- | ----------------- |
| Italia            | 23                |

## Date di pubblicazione
| Paese  | Data             | Formato                      | Etichetta          | Nota   |
| ------ | ---------------- | ---------------------------- | ------------------ | ------ |
| Mondo  | 12 febbraio 2025 | Download digitale, streaming | Warner Music Italy | [ 27 ] |
| Italia | 12 febbraio 2025 | Contemporary hit radio       | Warner Music Italy | [ 3 ]  |
| Italia | 14 febbraio 2025 | 7"                           | Warner Music Italy | [ 28 ] |